# Théâtre royal flamand de Bruxelles
Le théâtre royal flamand (en néerlandais : Koninklijke Vlaamse Schouwburg, en abrégé KVS) est un théâtre de Bruxelles. Il est situé dans le quartier des quais, là où se trouvait jusqu’à la fin du XIXe siècle le port intérieur de la ville de Bruxelles, sa façade principale est située rue de Laeken.
Il est le point d’ancrage de la compagnie théâtrale néerlandophone (KVS) de Bruxelles qui a pour objet la diffusion du théâtre professionnel en langue néerlandaise en Belgique et à l’étranger. Les créations sont extraites non seulement du répertoire classique national et international, mais également de formes d’expression contemporaine. Une place est également faite à la danse, la poésie, la musique et l’organisation d’expositions.

## Histoire du lieu
À cet endroit, au bout d’un des bassins du port creusé en 1639 et longé par le quai aux Pierres de Taille et le quai au Foin où l’on déchargeait le foin nécessaire aux chevaux de halage, se trouvait un marché aux bestiaux. Les riches négociants de l’époque faisaient construire dans le quartier de grands entrepôts dont on voit encore les traces. Entre 1779 et 1781, les autorités de la ville font bâtir un grand bâtiment destiné aux marchandises en transit. En 1860, le dépôt est réaffecté en arsenal de l’armée de terre. 
La décision est prise en 1883 de transformer l’édifice pour accueillir la nouvelle compagnie théâtrale qui depuis 1860, soutenue par un mouvement populaire, réclame des subsides et un lieu d’implantation. La ville en confie la conception à l’architecte Jan Baes qui crée une nouvelle façade, rue de Laeken, là où se trouvait l’arrière du bâtiment et conserve de l’autre côté l’ancienne façade de l’arsenal. L’inauguration du théâtre aura lieu en 1887. L’architecte a choisi le style néo-Renaissance flamand. La façade et les côtés sont dotés de longs balcons en ferronnerie destinés à permettre l’évacuation simultanée de nombreuses personnes.
Lors d’une visite du roi Léopold II en 1894, le Théâtre flamand reçoit le titre de « royal ». 
Un violent incendie ravage le théâtre en 1955, la remise en état qui prendra trois ans ne restitue cependant pas au lieu toutes les décorations intérieures. Classé depuis 1993, le bâtiment nécessite de lourdes restaurations et adaptations aux besoins d’une salle de spectacle moderne. Les travaux se terminent au début de l’année 2006.

## Accessibilité
| ___ | Ce site est desservi par les stations de métro : Yser, De Brouckère et Sainte-Catherine. |

## Images

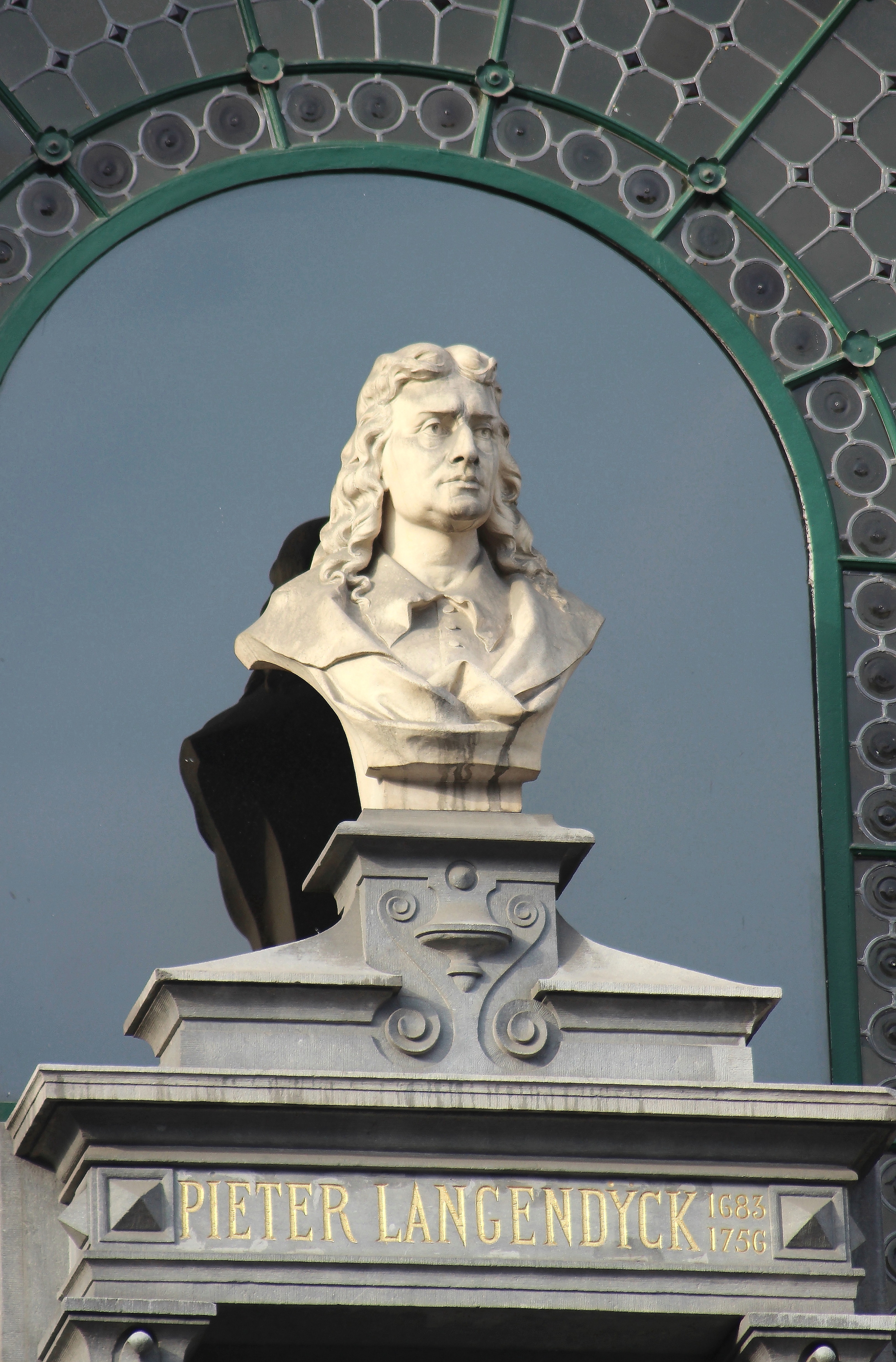
Buste de Pieter Langendyck.
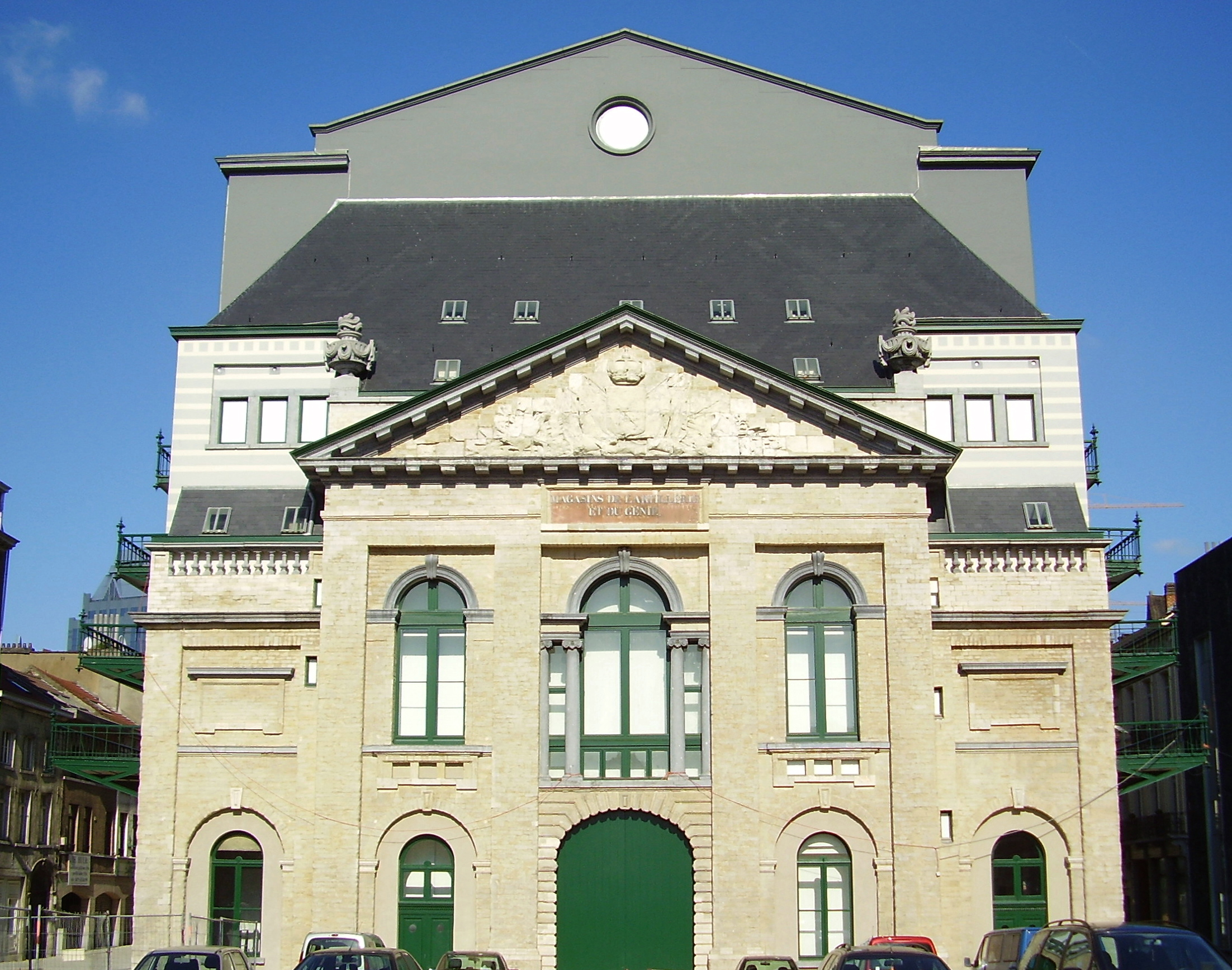
Façade de l'ancien arsenal.
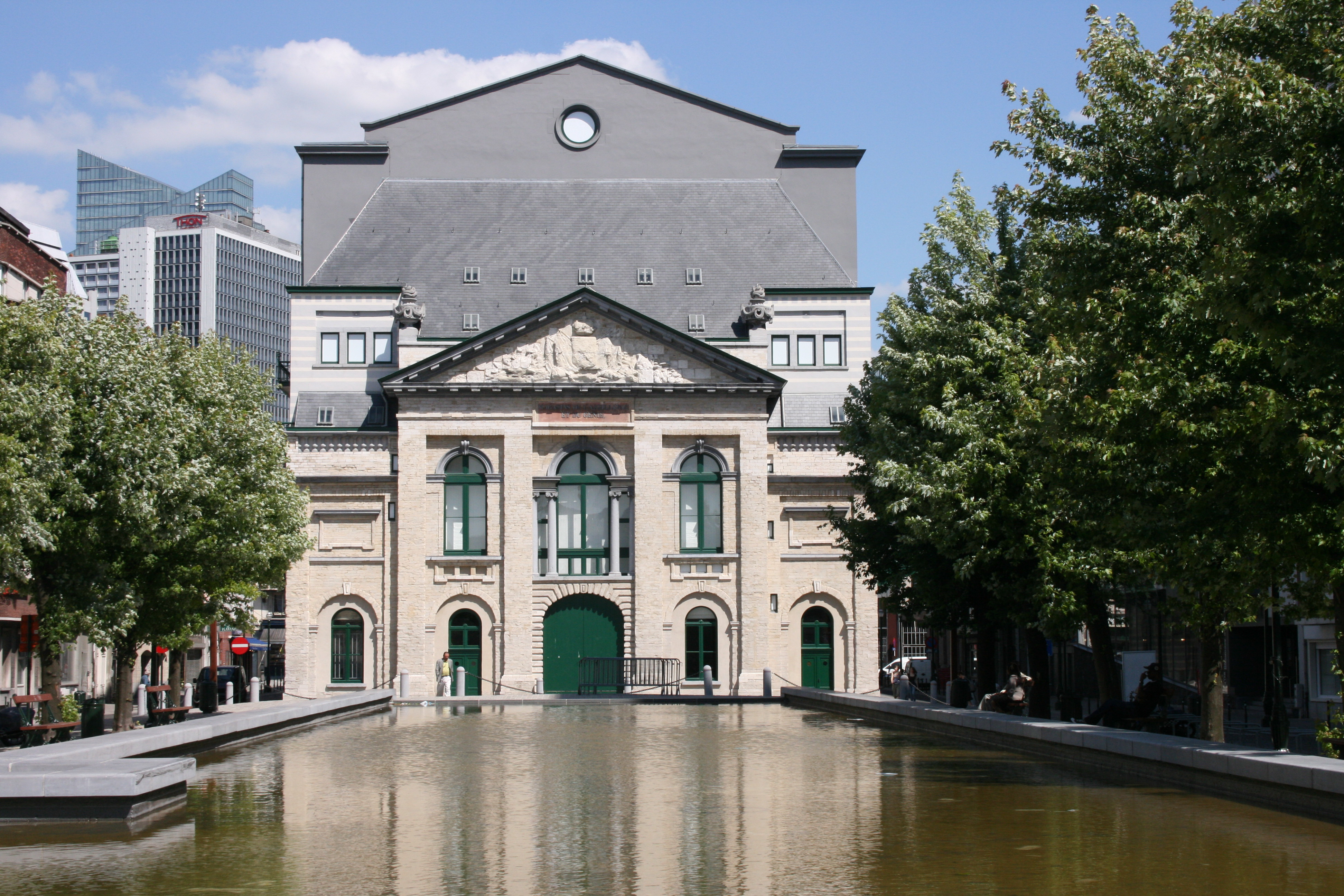
La façade arrière.
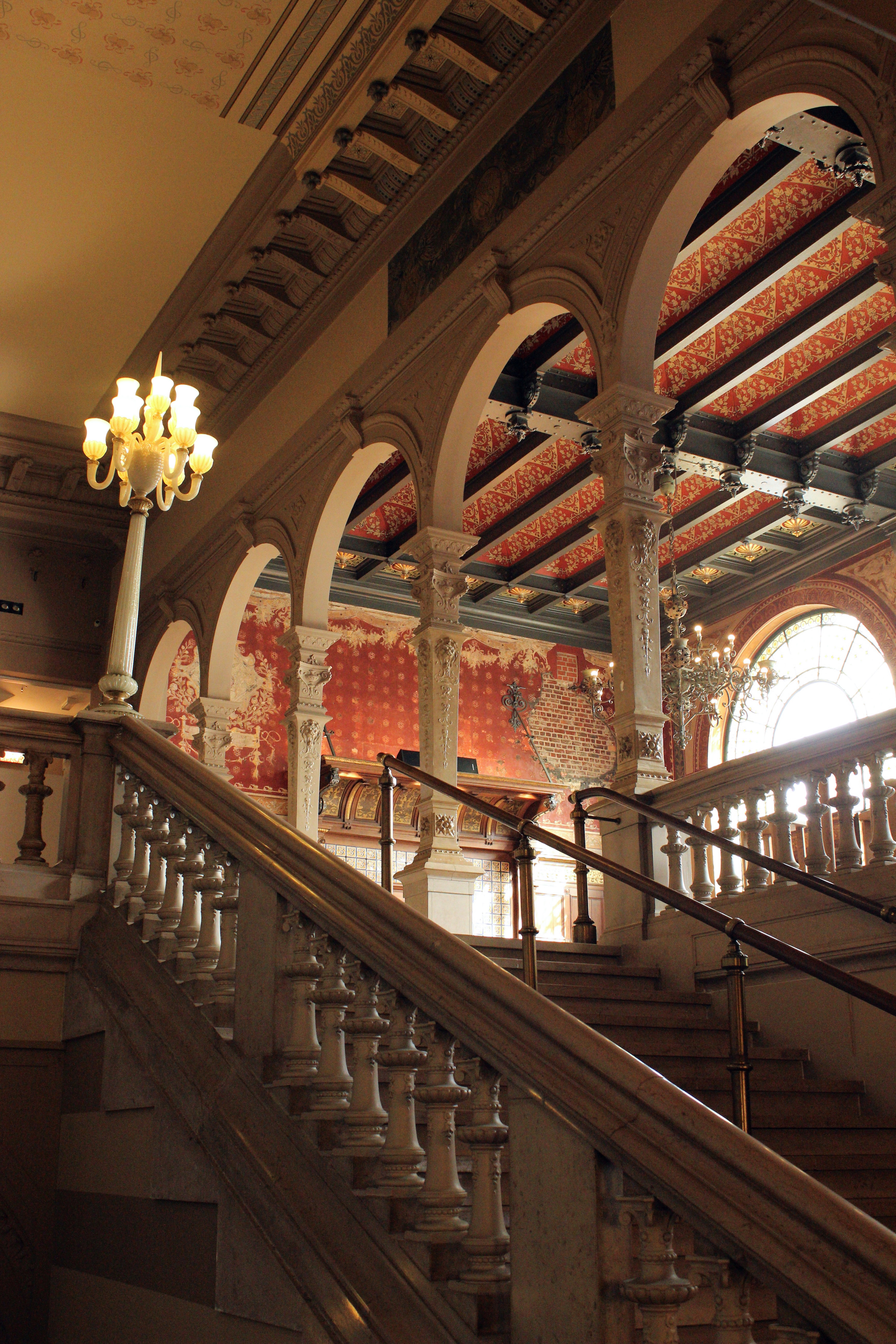
L'intérieur du théâtre.